# スクール・オブ・ビジュアル・アーツ

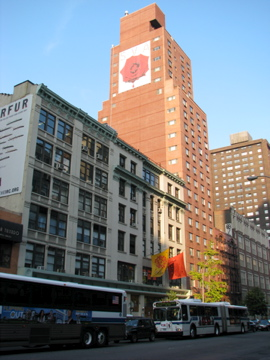
23丁目東校舎の外観（209番地）

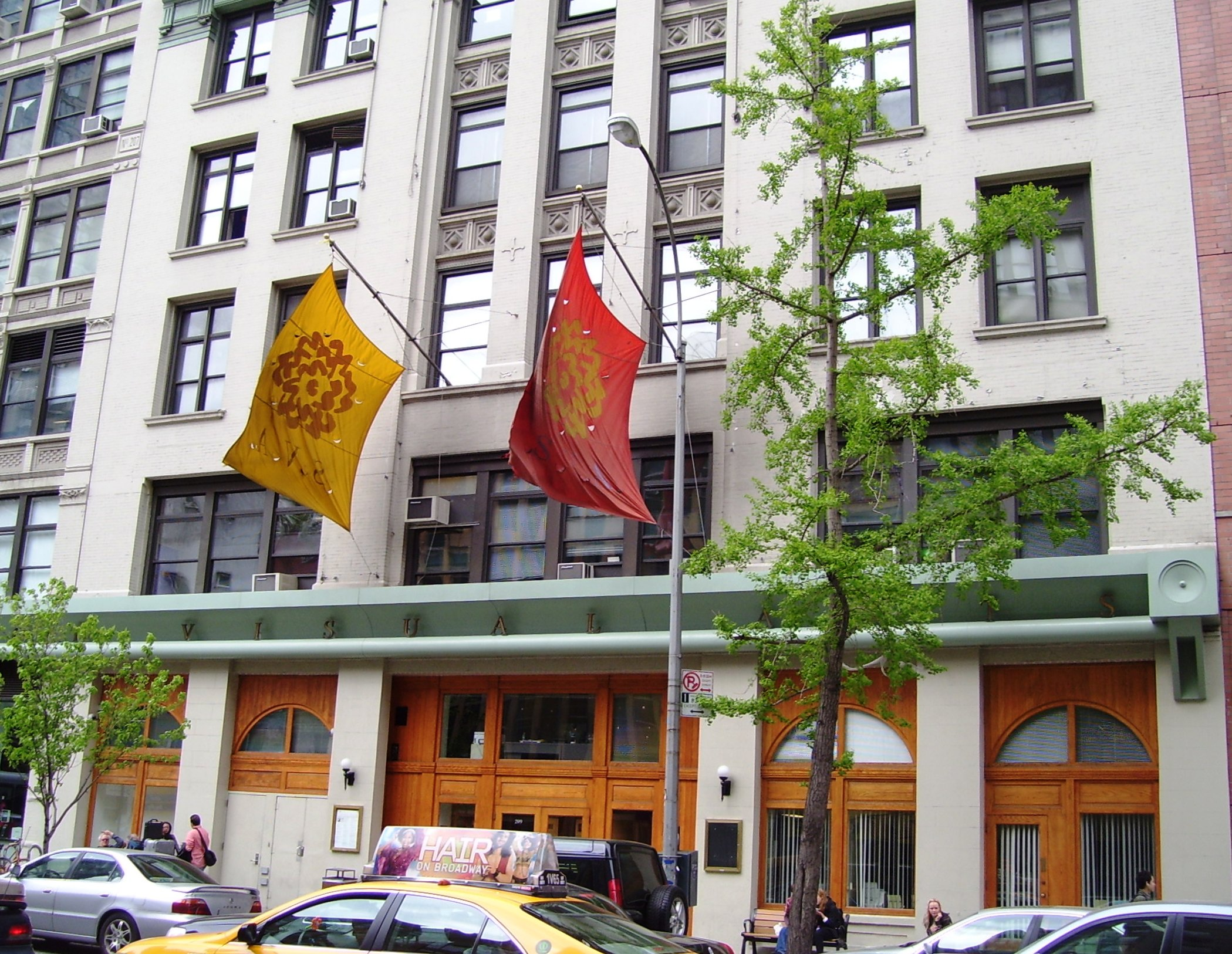
23丁目東校舎のアップ（209番地）

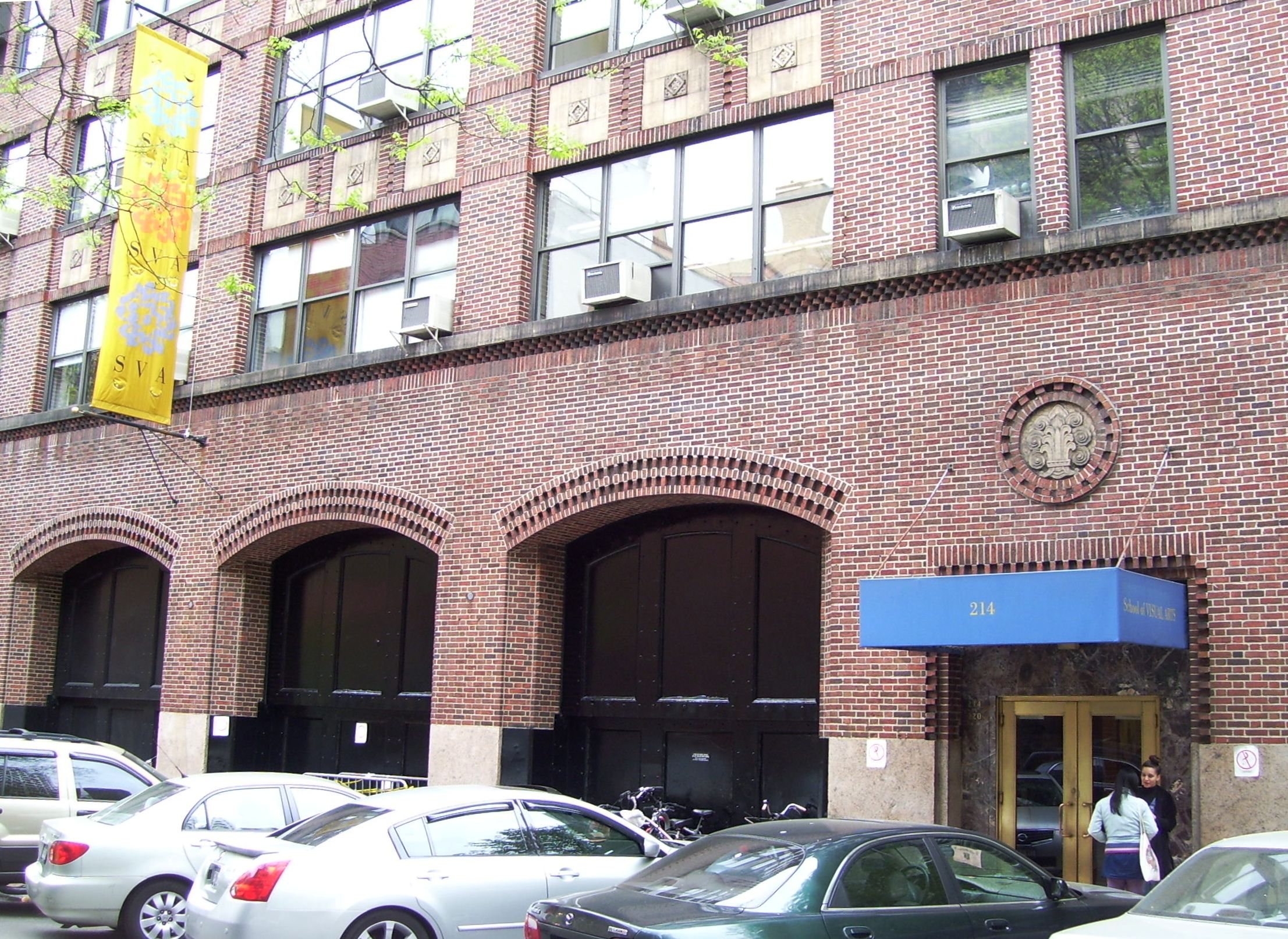
21丁目東校舎（214番地）

ニューヨーク市スクール・オブ・ビジュアル・アーツ（SVA NYC, 英語:  School of Visual Arts NYC）は、ニューヨークのマンハッタンにある芸術大学。1947年に設立され、全米美術大学協会の加盟校である。

## 沿革
共同創設者のサイラス・H・ロード（Silas H. Rhodes）ならびにバーン・ホガース（Burne Hogarth）が挿絵漫画学校 Cartoonists and Illustrators School として建学した1947年、教師3名を雇い、入学生35名の多くは第二次世界大戦の帰還兵であり、政府の退役軍人補助法（GI法）のもと授業料の大半を免除されていた。校名は1956年に「スクール・オブ・ビジュアル・アーツ」School of Visual Artsに改称、第1期の学位授与は1972年である。学位は1983年に絵画と素描、彫刻専攻に対して芸術修士（MFA）を追加した。
教職員は2016年時点で合計1000名超、学生数は3000名超を数える。学部には学士課程11講座、大学院に修士課程22講座を置き、中部州大学各種学校連盟高等教育連絡会（en）ならびに全米美術大学協会に加盟する。
学部でインテリアデザイン専攻生の学士号 BFA はインテリアデザイン学位協議会（en）の認証学位である。専門機関の認証資格を取得できる修士号は美術療法（en:art therapy）専攻生の修士号 MPS（アメリカ音楽療法協会・en）、美術教育学修士号（教職準備資格協議会・en）である。
建学50周年を記念し、1997年に ジョージ・チェルニー（George Tscherny）によるロゴが決まり その後、2013年に更新された。

## 社会人教育
当学では社会人教育としてほとんどの専攻科目を受講でき、学位取得の対象ではない。スペイン語による授業を「¿Hablas Diseño?」としてまとめ、宣伝、ブランディング、漫画、著作権、イラスト、マーケティングを開講。さらに実務面の職能開発や研修を用意し、夏季講習にはレジデンス生（residency）を受け入れる。
en:continuing education
en:professional development
en:corporate training
短期海外留学制度があり、渡航先と研修科目は多岐にわたる。